# Городок (зупинний пункт, Львівська залізниця)
Городо́к — пасажирська зупинна залізнична платформа Рівненської дирекції Львівської залізниці.
Розташована в селі Городок Рівненського району Рівненської області на лінії Здолбунів — Ковель між станціями Обарів (2,5 км) та Клевань (12,5 км).
Станом на вересень 2017 р. на платформі зупиняються приміські поїзди.